# Banain
Banain is een bestuurslaag in het regentschap Timor Tengah Utara van de provincie Oost-Nusa Tenggara, Indonesië. Banain telt 646 inwoners (volkstelling 2010).